# New Season Comber Potatoes
Pour les articles homonymes, voir Comber (homonymie).
Les New Season Comber Potatoes (patates nouvelles de Comber) sont une production locale de pommes de terre  spécifique d'Irlande du Nord (Royaume-Uni). Ces pommes de terre primeurs sont aussi commercialisées sous le nom de Comber Earlies.
Cette production a fait l'objet d'une demande de classement en IGP (indication géographique protégée) au niveau européen le 11 juin 2010.  

## Caractéristiques du produit
Les New Season Comber Potatoes sont des pommes de terre de forme ronde ou ovale, plutôt petites (calibre de 30 à 70 mm), à chair blanc crème, à peau lisse et fine, de couleur variable selon les variétés.
Aucune variété n'est imposée, sous réserve que les plants utilisés appartiennent à une variété inscrite dans les catalogues officiels européens.
Ces pommes de terre ont la saveur typique des tubercules « primeurs», sucrée et au goût de noisette.

## Aire géographique
L'aire géographique de production des New Season Comber Potatoes correspond à une zone située à l'est et au sud de Belfast, connue sous le nom de « Hamilton Montgomery lands », qui comprend en tout ou partie cinq communes (councils) : 
- Ards Borough jusqu'à Ardkeen vers le sud sur la péninsule d'Ards et jusqu'à Crossgar et Killyleagh sur la rive ouest du loch de Strangford (bras de mer isolé à l'est  par la péninsule d'Ards),
- North Down Borough,
- et partiellement Castlereagh, Belfast et Down District, à l'est de la route (A7) reliant Carryduff à Killyleagh via Saintfield et Crossgar[1].

Comber, qui a donné son nom à l'appellation est une petite ville (9 000 habitants) situé à peu près au centre de la zone de culture, dans la commune d'Ards sur la rive nord du loch de Strangford. 